# Santiago (Nuevo León)
Santiago – miasto w Meksyku, w stanie Nuevo León. W 2008 liczyło 38 812 mieszkańców. Jest siedzibą gminy Meksyku o tej samej nazwie. Założone w 1648 przez Don Diego Rodríguez de Montemayor i nazwane Valle de Santiago de Guajuco. 

## Miasta partnerskie
- Saltillo, Meksyk
- Santiago de Cuba, Kuba